# چیفلیک (استان لووچ)
چیفلیک (به بلغاری: Chiflik) یک منطقهٔ مسکونی در بلغارستان است که در شهرستان ترویان واقع شده‌است.